# Mönninghausen
Mönninghausen ist ein etwa 840 Einwohner zählendes, 6,74 km² großes Dorf, das seit der Gebietsreform 1975 zur Stadt Geseke im Kreis Soest, Nordrhein-Westfalen, gehört. Die Bevölkerungsdichte beträgt 124 Einwohner/km². Ein ortsbildprägendes Gebäude ist die St. Vituskirche.

## Ortsname
Zum Zeitpunkt der Ersterwähnung wird der Ort 1120 „Munichuson“ genannt. Aus dem Mittelalter sind die Varianten „Monnickhusen“ (1184), „Munckehosen“ (1277), „Monikehusen“ (1293), „Munechusen“ (1297) und „Munchusen“ (1308–1510) überliefert. In der Frühen Neuzeit ist dann 1543 von „Monninghaußen“ und 1577 von „Mönninckhausen“ die Rede. Damit gehört der Ort ursprünglich zu den „-hausen“-Orten. Der erste Namensbestandteil ist das altsächsische Wort munik, mittelhochdeutsch mönek mit der Bedeutung des neuhochdeutschen Mönchs. Damit kann der Name als „bei den Mönchshäusern“ gedeutet werden und auf den dortigen Villikationshaupthof des Klosters Corvey zurückgeführt werden. Es wird diskutiert, ob dieser Name die Umbenennung eines älteren Ortes darstellt.

## Geographie

### Geographische Lage
Mönninghausen liegt im Übergang von der Lippeniederung zum Hellwegraum. Laut der heute meist benutzten Einteilung im Handbuch der naturräumlichen Gliederung Deutschlands liegt der Norden des Ortes in der Untereinheit 540.20 Obere Lippetalung, die in der Teileinheit 540.2 Ostmünsterländer Sande, der Haupteinheit 540 Ostmünsterland und der Haupteinheitengruppe 54 Westfälische Bucht liegt. Der Süden des Ortes zählt demnach zur Untereinheit 542.13 Geseker Unterbörde, die zu der Teileinheit 542.1 Unterer Hellweg, der Haupteinheit 542 Hellwegbörden und der Haupteinheitengruppe 54 Westfälische Bucht gehört. Die Grenze verläuft etwa auf Höhe des Ehrenmals bei der Kirche.

### Ortsgebiet
Feldflur und Siedlung des Dorfes umfassen eine Fläche von 6,74 km² mit einer Nord-Süd-Ausdehnung von 2,7 km und einer West-Ost-Ausdehnung von 3,4 km. Sie liegen auf einer Höhe von 82 bis 95,1 m über NN. Für den Kirchhof wird die Höhe mit 84,8 m über NN angegeben.
Im Süden wird der Rand des Hellwegraums überwiegend als Ackerland genutzt, während im Norden mit Feuchtwiesen das Grünland überwiegt und durch Baumreihen und einzelne Bäume, vorwiegend Pappeln und Kopfweiden, eine Parklandschaft gebildet wird. Die früher häufigen Überschwemmungen sind dort durch Entwässerungsmaßnahmen des 19. und 20. Jahrhunderts seltener geworden. Von den Eichenwäldern im Norden und Osten des Ortsgebiets haben sich einige Bauernwälder erhalten. Bis zur Mitte des 19. Jahrhunderts prägte auch die Plaggenwirtschaft die Landschaft. Die Siedlung selbst bildet ein aufgelockertes Haufendorf im Übergang zur Streusiedlung des Münsterlandes.

### Gewässer
Der Störmeder Bach bildet aus Störmede kommend zunächst die Grenze zwischen Bönninghausen und der Kernstadt Geseke, bevor er die Ostgrenze Mönninghausens markiert. Nach dem Zusammenfluss mit dem Geseker Bach kurz vor der Brandenbaumer Mühle verlässt er Mönninghausen, um bei Garfeln in die Lippe zu münden.
Zur Gewinnung von Baulehm wurden sogenannte Lehmkuhlen angelegt, die sich nach dieser Nutzung häufig mit Wasser füllten und z. B. eine Zweitnutzung als Löschwasserteich fanden. Der Mönninghäuser Dorfteich ist diesen Ursprungs und trägt daher auch den Namen Lehmkuhle. Der Erhalt des künstlichen Gewässers erfordert Pflege, die von einer Anliegergemeinschaft geleistet wird.
Eine Spring genannte Quelle mit ihrem Quellteich Springlake speist im Nordteil der Ortssiedlung mehrere erhaltene Röthekuhlen, in der plattdeutschen Ortsmundart „Raute“ genannt. Quelle und Quellteich wurden Ende des 19. Jahrhunderts als Waschstelle gestaltet und 1990 in dieser Form restauriert.

### Nachbarorte
Beginnend im Osten grenzt Mönninghausen im Uhrzeigersinn an die Kernstadt Geseke, die Geseker Ortsteile Bönninghausen und Ehringhausen, sowie die Lippstädter Ortsteile Hörste mit Öchtringhausen und Garfeln. Die Orte gehören alle zum Kreis Soest. Der Salzkottener Ortsteil Verlar im Kreis Paderborn wird nur durch einen schmalen Streifen Landes von Mönninghausen getrennt.

### Geologie
Im Bereich von Hellwegraum und Lippeniederung entstand in der Kreidezeit Kalkstein als Sediment in Meeren. In der Eiszeit entstanden dann unter Gletschern und Inlandeis Grundmoränen, die hier über den genannten Gesteinen als Geschiebemergel und Kies erscheinen Auch die hier auftretenden Findlinge aus Granit oder Gneis geht darauf zurück.
Nachfolgend lagerte der Wind im Hellwegraum an verschiedenen Stellen hierüber Löss und Sand ab. Der Südteil der Mönninghäuser Böden gehört zur fruchtbaren Hellwegbörde, wo die Braunerde stellenweise unterschiedlich aus Sand, Sandlöss, Verwitterungslehmen von Kalkschotter und Geschiebemergel zusammengesetzt ist. In Mönninghausen überwiegen hier Löss und Sandlöss.
In der Lippeniederung, zu der der Nordteil des Ortes zählt, wurden durch die Lippe zusätzlich Sand und Kies aus der Senne herangeführt. Im Bereich von Flüssen und Bächen kam es auch zu alluvialen Ablagerungen.

### Klima
Mönninghausen gehört wie die Westfälische Bucht insgesamt zum ozeanischen Klimabereich Nordwestdeutschlands, dem es geringe Temperaturgegensätze und milde Winter verdankt. Allerdings sind schon kontinentale Einflüsse wirksam. So liegt die Temperatur im Sommer höher und die Nächte sind kühler als in größerer Nähe zur Küste. An der Abmilderung der Niederschlagsmenge und der höheren Zahl an Sonnentagen sind allerdings auch die umliegenden Mittelgebirge beteiligt.
Die mittlere Jahresniederschlagsmenge beträgt 801 mm, die Jahresdurchschnittstemperatur beträgt 9,3 °C.

## Geschichte
Erste urkundliche Erwähnungen des Ortes gehen auf das Jahr 1120 zurück, als „curtis Munichuson“, eines Haupthofes des Klosters Corvey. Seit 1843 bildete Mönninghausen mit anderen Orten der Umgebung das Amt Störmede.

### Eingemeindung
| 1975–1989 | Franz Ludwig        |
| 1994–2012 | Josef Gillejohann   |
| seit 2012 | Irene Struwe-Pieper |

Am 1. Januar 1975 wurde Mönninghausen aufgrund des Münster/Hamm-Gesetzes vom 26. Juli 1974 nach Geseke eingemeindet.
Das Amt Störmede wurde bei der Kommunalen Neugliederung aufgelöst, da die Städte und Gemeinden jetzt den Kreisen direkt untergeordnet sind. Mönninghausen ist ein Stadtteil Gesekes und der von den Bürgern gewählte Stadtrat wählt für die Stadtteile Ortsvorsteher. Rechtsnachfolgerin des Amtes Störmede und der Gemeinde Mönninghausen ist die Stadt Geseke.

### Einwohnerentwicklung
| Jahr      | 1818 | 1831 | 1839 | 1843 | 1852 | 1855 | 1858 | 1867 | 1871 | 1885 | 1895 |
| Einwohner | 483  | 536  | 523  | 581  | 520  | 524  | 510  | 508  | 538  | 531  | 544  |

| Jahr      | 1905 | 1925 | 1933 | 1939 | 1946 | 1949 | 1950 | 1956 | 1961 | 1965 | 1975 | 1982 | 1994 | 1997 | 2002 | 2007 | 2015 | 2017 |
| Einwohner | 550  | 598  | 601  | 561  | 805  | 786  | 771  | 731  | 693  | 687  | 668  | 706  | 651  | 700  | 778  | 814  | 823  | 860  |

## Religion
Der Ort ist traditionell katholisch und auch heute ist die Mehrheit der Mönninghäuser Bevölkerung römisch-katholisch und gehört zur Pfarrgemeinde Sankt Vitus Mönninghausen im Pastoralverbund Geseke, der zum Dekanat Lippstadt-Rüthen im Erzbistum Paderborn gehört. Im Gemeindeleben spielen Vereine eine wichtige Rolle. Zu nennen sind die Katholische Frauengemeinschaft Mönninghausen, der Schützenverein Mönninghausen-Bönninghausen und der Jugendclub St. Vitus. Die Interessengemeinschaft Kreuzkirche kümmert sich um den Erhalt der alten St.-Vitus-Kirche.
Die evangelischen Christen gehören zur Evangelischen Kirchengemeinde Geseke im Evangelischen Kirchenkreis Soest, der zur Evangelischen Kirche von Westfalen gehört.

## Politik

### Stadtratswahl
Mönninghausen bildet zusammen mit Bönninghausen einen gemeinsamen Wahlkreis. Bei der letzten Ratswahl erreichten die Parteien dort folgende Ergebnisse:
| Partei        | CDU   | SPD   | FDP  | BG    |
| Stimmenzahl   | 271   | 112   | 6    | 98    |
| Prozentpunkte | 55,65 | 23,00 | 1,23 | 20,12 |

### Politische Vertreter der Ortschaft
Ortsvorsteherin ist seit 2012 Irene Struwe-Pieper (CDU). Berthold Sprick (BG) vertritt als weiteres Ratsmitglied den Ortsteil Mönninghausen im Rat der Stadt Geseke.

### Wappen
Das am 17. September 1937 vom Oberpräsidenten der Provinz Westfalen genehmigte Mönninghäuser Ortswappen zeigt „von Rot und Gold geteilt oben ein rotes fünfspeichiges Rad“. Das rot-gold geteilte Schild war Wappen des Stifts Corvey und verweist auf die ursprüngliche Zugehörigkeit des Vitsamt Mönninghausen zu diesem Reichskloster. Das Vitsamt wurde an die Herren von Hörde verlehnt. Auf diese verweist das fünfspeichige Hörder Rad.

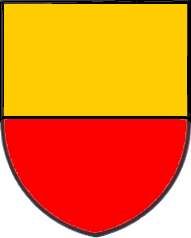
Wappen des Stifts Corvey

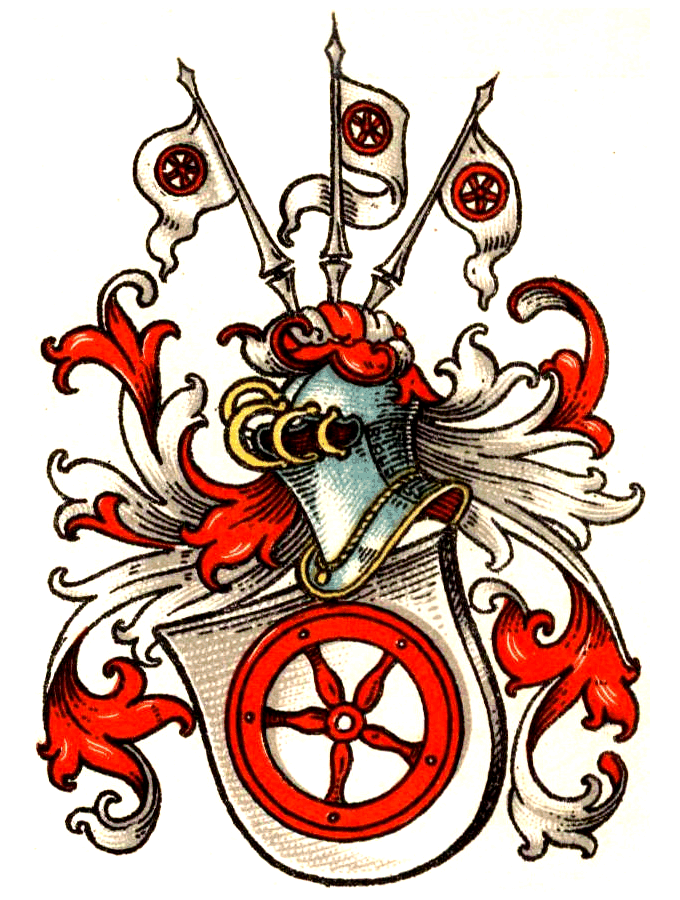
Stammwappen derer von Hoerde

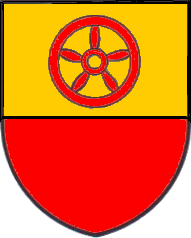
Wappen der Ortschaft Mönninghausen

## Wirtschaft und Infrastruktur

### Wirtschaft
In Mönninghausen arbeiten rund 180 Voll- und Teilzeitbeschäftigte vor allem im Bereich der Elektrotechnik, Industrieelektronik, Metalltechnik sowie im Segment Kunststoffe. Sie fertigen Produkte für den heimischen Bedarf, den europäischen Markt und für den weltweiten Export.

#### Primärer Sektor
Auch vor Mönninghausen hat das Höfesterben nicht halt gemacht:
| Jahr | Vollerwerbsbetriebe | Nebenerwerbsbetriebe |
| ---- | ------------------- | -------------------- |
| 1948 | 30                  |                      |
| 1998 | 11                  | 13                   |
| 2000 | 11                  | 12                   |
| 2014 | 08                  |                      |
| 2017 | 06                  | 07                   |

Hier ist auch das landwirtschaftliche Lohnunternehmen Runig zu nennen.

#### Sekundärer Sektor
An verarbeitenden Betrieben sind zu nennen: Bäckerei und Konditorei Biggemann, Hauch – Elektrotechnik, Heiks – Industrieelektronik, Hunold und Knoop Kunststofftechnik, Hunold Metalltechnik, J.Meyer – Holzverarbeitung, Paletten und Verpackungen, Nachtigall – Elektrotechnik, Kuhlmeier und Wollschläger – Möbelwerkstatt, Anton Vogt – Landmaschinen, Schlosserei und Brunnenbau sowie Strake – Holz und Paneele zu nennen.

#### Tertiärer Sektor
- Dienstleistendes Handwerk: Hier sind der Sachverständige Elektrotechniker Handwerk Braun, die Architektin Struwe-Pieper, das Ayureda-Gesundheitszentrum Lüchtefeld, die Morawitz Hygieneberatung, und das Gestaltungsbüro Moritz zu nennen.
- Handelsunternehmen: Hier sind Kaup – Land- und Gartentechnik, Anton Vogt – Landmaschinen, Schlosserei und Brunnenbau, Strake – Holz und Paneele sowie das Lädchen der Bäckerei Biggemann zu nennen.
- Bank: Hier ist die Volksbank Brilon-Büren-Salzkotten zu nennen, zu der sich die Spar- und Darlehenskasse Mönninghausen mit anderen Banken zusammengeschlossen hat, und die eine Niederlassung in Mönninghausen betreibt.
- Tourismus: Die schöne Feldflur und die gepflegten Rastgelegenheiten und Hinweisschilder im Dorf laden zu einer Wanderung ein. Mit der Kreuzkirche St. Vitus und ihren Wandgemälden des 16. Jahrhunderts verfügt der Ort auch über eine seltene Sehenswürdigkeit. Zum Verweilen lädt das Restaurant und Gasthaus Zum Hofstübchen ein.
- Abfallwirtschaft: Seit der Kommunalen Neugliederung ist hier seitens der Öffentlichen Hand die Stadt Geseke zuständig.[20]

### Medien
Neben den im Artikel Geseke beschriebenen Medien sind heutzutage die Webseiten der Vereine und Institutionen, sowie die neuen Sozialen Medien zu nennen, durch die sich auch im ländlichen Raum Absprachen, Informationsvermittlung und Kommunikation vereinfachen.

### Öffentliche Einrichtungen
- Die Freiwillige Feuerwehr, Löschgruppe Mönninghausen wurde 1934 gegründet. Das jetzige Feuerwehrhaus wurde 2002 aus einem ehemaligen Lagergebäude der landwirtschaftlichen Centralgenossenschaft umgebaut. Dort finden sich auch die Schulungsräume der Jugendfeuerwehr der Stadt Geseke.[23]
- Die Breitbandinternetversorgung wurde in Eigenleistung eingerichtet.[24]
- Heimathaus, Backhaus, Sportanlagen und Kinderspielplätze tragen zur Lebensqualität im Ort bei. Das Heimathaus und Backhaus werden durch den Kulturring Mönninghausen-Bönninghausen betrieben.[25]
- Wasserversorgung und Abwasserentsorgung werden von der Stadt Geseke betrieben .[26]
- Die Postleitzahl des Ortes lautet 59590 und die Telefonvorwahl 02942.[27]

### Bildung
Die örtliche Volksschule wurde 1972 geschlossen. Für die Schüler stehen die Grundschule in Störmede und das Angebot der weiterführenden Schulen in Geseke zur Verfügung. Für jüngere Kinder gibt es den Landkindergarten Mönninghausen. Auch in Mönninghausen ist die Jugendarbeit von Kirche und Vereinen von Bedeutung.

### Verkehr
- Nächster Flughafen ist der Flughafen Paderborn-Lippstadt in Ahden. Er ist etwa 25 bis 30 Minuten Fahrzeit mit dem Pkw von Mönninghausen entfernt.[29]
- Bahnanbindung: Der nächste Haltepunkt liegt im Nachbarort Ehringhausen an der Bahnstrecke Hamm–Warburg und ist etwa 5 Minuten Fahrtzeit von Mönninghausen entfernt. Auch die Kernstadt Geseke verfügt über einen Haltepunkt an der genannten Strecke.[30]
- Busanbindung: Mönninghausen gehört zur Verkehrsgemeinschaft Ruhr-Lippe, der dem Westfalentarif (WT) angeschlossen ist. Die Buslinie R64 zwischen Geseke und Lippstadt bedient den Ort.[31]
- Straßenverbindung: Über die beiden Landesstraßen L749 und L878 ist Mönninghausen an das regionale Straßennetz angebunden und hat Verbindung nach Geseke zur B1 und nach Lippstadt zur B55.[32]
- Nächster Autobahnanschluss ist die Anschlussstelle Geseke an der A44 (Aachen–Dortmund–Kassel–Herleshausen), die etwa 15 Minuten Fahrtzeit von Mönninghausen entfernt ist.[33]

## Persönlichkeiten

### Söhne des Ortes
- Franz Ludwigt (1923–2016) wurde für seine Verdienste als Mönninghäuser Ortsvorsteher (1984–1989), Ratsmitglied (1956–1989), Kirchenvorstand (1954–1985), Organist (1990–2014), Vorsitzender des landwirtschaftlichen Ortsvereins und Ortslandwirt (1964–2014) im Jahre 2000 mit dem Verdienstkreuz am Bande des Verdienstordens der Bundesrepublik Deutschland ausgezeichnet.[34]